# Su Aid
Su Aid is een Surinaamse hulporganisatie. De stichting zamelt jaarlijks aan het eind van het jaar geld in dat ze ontvangt uit giften en de opbrengst van een single die wordt opgenomen met bekende Surinaamse artiesten.

## Geschiedenis
De organisatie werd op 20 november 2014 door Asgar Koster, Giwani Zeggen en Sidney Grunberg opgericht. De inspiratie kwam uit het 30-jarige jubileum van Band Aid. Op de muziek van Do they know it's Christmas? schreef Siegfried Gerling in 2014 de tekst voor de Surinaamse versie, getiteld Gi wan anu (vertaald: Help een handje). Koster arrangeerde het lied. De single bereikte binnen een maand de nummer 1-positie van de Nationale Top 40.
Sinds het jaar van oprichting wordt de stichting ondersteund door het districtscommissariaat Paramaribo Noordoost, waaraan het jaarlijks ook het jaarverslag aanbiedt.
Sinds 2018 worden ook Surinamers in de diaspora bij het initiatief betrokken. Eind 2020, tijdens de coronacrisis in Suriname, was er geen editie van Su Aid.

## Goede doelen
De opbrengst ging in de loop van de jaren naar de volgende goede doelen:
- 2014: Het Leger des Heils[3]
- 2015: Vijf sociale instellingen voor mensen met een beperking[6]
- 2016: Projecten in diverse bejaardentehuizen[7]
- 2017: Projecten op het gebied van kunst, cultuur en sport[1]
- 2018: De Stichting voor het Kind[1]
- 2019: Zes ziekenhuizen in Suriname[8]
- 2021: Uitbreiding van het Nierdialyse Centrum Suriname[9]
- 2022: Leger des Heils Suriname en Single Mother Project Suriname[10]
- 2023: Neonatale Intensive Care Unit (NICU) van het AZP[11]
- 2024: Stichting Nationale Bloedbank van het Surinaamse Rode Kruis[12]